# Agristo
Agristo N.V. ist ein belgischer Hersteller von Lebensmitteln aus Kartoffeln, die vorgebacken und tiefgefroren werden (Tiefkühlkost). Das Hauptprodukt sind Pommes frites. Der Hauptsitz des Unternehmens befindet sich in Harelbeke-Hulste (Region Westflandern), weitere Produktionsstätten in Nazareth (Ostflandern) und im niederländischen Tilburg. 

## Geschichte
Gegründet wurde Agristo 1985 von Antoon Wallays und Luc Raes. Raes ist Präsident des Europäischen Verbandes der Kartoffelverarbeiter EUPPA, in dem Agristo Mitglied ist. Die Produktion startete 1987 mit 20.000 Tonnen pro Jahr. 2001 übernahm Agristo eine Fabrik in Tilburg, 2011 wurde der langjährige Kooperationspartner Willequet N.V. in Nazareth übernommen. 2012 wurde am Standort Tilburg ein neues automatisches Tiefkühllager mit einer Kapazität von mehr als 25.000 Europaletten errichtet.

## Produkte
Agristo produziert zu etwa drei Viertel Private Label (Handelseigenmarken) für Supermärkte, Cateringfirmen, Fastfoodketten und die weiterverarbeitende Lebensmittelindustrie. Exportiert wird in über 80 Länder der Welt, die Hauptmärkte sind hierbei Frankreich und Großbritannien. Eigene Marken sind Maestro, Mondy und International.
Heute (2014) liegt die Verarbeitungskapazität bei bis zu 350.000 Tonnen Kartoffeln, aus denen im Schnitt 185.000 Tonnen Endprodukte in rund 150 verschiedenen Varianten entstehen. Dies entspricht etwa einem Marktanteil von einem Zehntel der belgischen Pommes-Produktion. Die Rohware stammt etwa zur Hälfte aus dem Vertragsanbau durch rund 300 belgische Landwirte. Die Zahl der Mitarbeiter lag im Jahr 2009 bei 150, der Jahresumsatz bei 110 Millionen Euro, nach der Übernahme von Willequet liegt die Mitarbeiterzahl bei 350, der Umsatz beläuft sich auf 208 Millionen Euro.